# Putla Villa de Guerrero
Putla Villa de Guerrero (Poctlan en nahuatl) es una población mexicana del estado de Oaxaca, es la cabecera del Municipio de Putla Villa de Guerrero y del distrito de Putla, ubicado en la región de la Sierra Sur del estado.

## Historia
El origen de la localidad sucedió cuando las tribus mixtecas de esta área habitaban el antiguo pueblo de Putla en la población cercana llamada San Juan Lagunas (conocida localmente como La Laguna), bajo la tutela de los señorío de Tututepec más tarde. En toda el área se desarrollaba un intenso intercambio comercial entre los señoríos de la costa y la Mixteca oaxaqueña. 
Años más tarde, y debido a las intensas y abundantes enfermedades de su residencia anterior, procedieron a emprender una migración hasta el ahora Cementerio de Putla, derivado del vocablo mixteco Ñuu Ñuma 'lugar de humo' y actualmente Ñuu Kaa, cuya traducción sería 'Lugar de neblina'. En náhuatl el nombre de la población fue Poctlan. Esta comunidad, con el paso del tiempo, fue creciendo hasta ubicarse en el valle que actualmente ocupa.
Durante el Virreinato constituyó un lugar de paso y abastecimiento del comercio entre la costa y el interior del Estado.
El nombre final de Putla Villa de Guerrero por decreto de las principales autoridades se le puso Villa de Guerrero; el General José María Morelos y Pavón pasó y descansó en el lugar en que se encuentra el monumento a su memoria.

## Geografía
Putla forma parte de la Región de la Sierra Sur del Estado de Oaxaca, y colinda con las regiones de la Mixteca y la Costa, se caracteriza por su rica flora y fauna, goza de un clima cálido húmedo gran parte del año, por la mañana es fresco debido a la baja de temperaturas y la neblina que cubre la población, pero con el transcurso del día alcanza temperaturas altas, que a la sombra son tolerables. Gracias a este clima sus laderas son ricas en pastizales, así como para la siembra de frutos tropicales, se cosecha papaya, plátano, caña, café, arroz, mango, cacao, tabaco, sandía, limón, calabaza, miel, cuajinicuil, mamey, guanábana, anona, chicozapote, zapote negro, aguacate, almendras entre otros.
El valle de la población actual se encuentra bordeado de varios ríos, entre los cuales destacan: Copala, La Cuchara, Yucuhiti, Yuteé y la Purificación.
La fauna está comprendida por animales de clima cálido subhúmedo y templado, tales como zorrillos, ardillas, búhos, venados, tejones, águilas, tigrillos, jaguares, mojarras, truchas, potes, blanquillas, bagres, camarones de río, chupapiedras, cangrejos, onzas, nutrias, tepezcuintle, jabalí, mapaches, osos colmeneros, oso hormiguero, etc.
En la flora se pueden mencionar algunos árboles de maderas preciosas y básicamente, árboles endémicos del clima templado guapinol, tigrillo, encino, pino, caoba, quebracho, bocote, fresno etc.

## Abasto
Este municipio no cuenta con centrales de abastos, lo cual representa una de sus principales carencias. Los comercios llevan su mercancía de las centrales de abasto de ciudades cercanas como Oaxaca y Puebla. 
Para el comercio al menudeo y medio mayoreo, cuenta con un mercado denominado "Lázaro Cárdenas"  y “De La Natividad”, además de varios centros comerciales ubicados en diversos puntos de la Población.

## Datos Económicos y Sociales

### Distribución de la Población Económicamente Activa
- Sector Primario 37%
- Sector Secundario 17%
- Sector Terciario 46%

### Infraestructura
Cuenta con el servicio eléctrico proveído por la Comisión Federal de Electricidad, abasteciendo al 98% de la población.
Tiene el servicio de un Hospital General de 30 camas que empezó a trabajar en el mes de junio del 2010, un centro de salud, varias clínicas privadas.
Está conectado con la ciudad de Oaxaca, Tlaxiaco y Pinotepa por la carretera Alfonso Pérez Gazga.
Tiene una red telefónica con todos los servicion disponibles, desde la señal convencional para celular hasta la señal GSM.

## Medios de Comunicación
- Servicio Postal Mexicano
- Telégrafos de México

### Telefonía
Cuenta con una cobertura total por la Compañía Teléfonos de México TELMEX, siendo esta la principal en propocionar servicios de telefonía fija en la ciudad.
En Telefonía Celular se encuentran compañías como:
- Telcel
- Iusacell
- Unefón
- Nextel

### Televisión
| Canal | Siglas | Afiliación             | Sitio Web    |
| 5     | XHNOH  | Canal 5                | esmas.com    |
| 7     | XHMOT  | Canal de las Estrellas | esmas.com    |
| 9     | XHPVG  | CORTV                  | cortv.com.mx |

### Radio AM
| Frecuencia | Siglas   | Nombre                  | Ciudad de origen           | Sitio Web                                              |
| 740        | AM XEPOR | T prende                | Putla Villa de Guerrero    | Archivado el 29 de octubre de 2017 en Wayback Machine. |
| 830        | AM XETLX | La Poderosa de Tlaxiaco | Heroica Ciudad de Tlaxiaco | www.lapoderosatlaxiaco.com                             |

### Radio FM
| Frecuencia | Siglas   | Nombre      | Ciudad de origen  | Sitio Web |
| 98.7 FM    | FM XHPOR | Tprende     | Putla de Guerrero |           |
| 92.1 FM    | FM XHPVG | CORTV RADIO | Putla de Guerrero |           |

### Educación
Tiene todos los niveles educativos, desde Primaria hasta Educación Superior, entre los que se encuentra
Educación Inicial no Escolarizada del CONAFE (ZONA 54)
Que atiende a 30 comunidades del distrito durante el ciclo operativo 2012-2013
Jardines de Niños
- José María Morelos y Pavòn
- Ricardo Castro
- Manuel Flores
- Juan Rulfo
- María Montessori
- Rosario Castellanos (Privado)

Primarias
- Primaria Benito Juárez
- Primaria Martiniano Aranda Cruz
- Primaria Emiliano Zapata
- Primaria 20 de Noviembre
- Primaria 18 de Marzo
- Colegio Rafael Ramírez (privado)

Secundarias
- Escuela Secundaria Técnica Industrial 15 Ricardo Flores Magón
- Escuela Secundaria General ubicada en el barrio Campo de Aviación
- Escuela Telesecundaria Clave:20DTV1672D ubicada en el barrio Guadalupe Yuteé

Bachillerato
- Colegio de Bachilleres del Estado de Oaxaca, Plantel 06

Educación Superior
- Escuela Normal Experiemental "Pdte. Lázaro Cárdenas"
- Universidad Autónoma"Benito Juárez" de Oaxaca, Facultada de Enfermería.

## Cultura

### Tradiciones
- Festividades de la Virgen de la Natividad de María, (fiesta patronal) septiembre
- Día de muertos, octubre y noviembre
- Posadas y fiestas navideñas

- Carnaval Putleco, se lleva a cabo cada año un fin de semana anterior al Miércoles de Ceniza, tiene tres comparsas o danzas, la de los Viejos, los Copalas y la danza del macho o las mascaritas. La comparsa de los viejos es la más numerosa y la más antigua, cada año un grupo de mayordomos u organizadores participan en la planificación del carnaval, los mayordomos están formados por voluntarios de algún vecindario o barrio, estos mayordomos trabajan para poder sustentar dicha festividad, así, a la llegada del carnaval sus casas a lo largo y ancho del pueblo son los que recibirán a los disfrazados para que bailen frente a su puerta, ellos corresponden ofreciendo gratuitamente bebidas de la región como son el tepache y curados (bebidas preparadas con aguardiente y frutas de la región), así como cervezas, diferentes tipos de alcohol comerciales, aguas frescas y refrescos; esto con la finalidad de refrescarse un poco ante el calor producido por la algarabía del baile, el clima y el calor de la gente. Los disfrazados bailan sin cesar desde tempranas horas hasta ya entrada la noche o mejor aún, hasta la madrugada. Hombres, mujeres y niños son partícipes de esta fiesta, todos se disfrazan a voluntad; sin embargo el traje tradicional y que aún sigue arraigado por suerte es el traje de tiliches, este traje es confeccionado sobre un pantalón y una camisa con retazos o pedazos de telas de diferentes colores, tamaños y texturas. El disfraz no estaría completo sin una máscara de estropajo o de piel de conejo, chivo (cabra) o borrego, un bule (contenedor para guardar agua o licor) y un sombrero de palma o petate. El traje en sí es algo pesado, porque lleva mucha tela, en la actualidad se están elaborando de un solo color, por lo regular se usa un solo tipo de tela y aproximadamente son de 10 a 20 m de la misma, sí que es pesado y caliente, resulta entonces que aparte de ser un baile divertido se convierte en un excelente ejercicio. Aun así, muchos se disfrazan y juegan con diferentes personalidades, todo esto para realizar bromas y divertir a la gente y a ellos mismos, van desde trajes de osos, payasos, fantasmas, hasta los más atrevidos donde hombres y mujeres intercambian sus papeles haciendo una burla de los sexos, es así que hombres se disfrazan de mujeres y mujeres de hombres. No obstante ya sean visitantes, turistas o personas del pueblo entran a bailar sin disfraz a disfrutar de estas excelentes y contagiosas melodías. Es así que a partir del día 21 de febrero inician las festividades con la coronación de la reina que ya ha sido previamente elegida a través de un certamen, un excelente baile y tal vez el mejor del año, el día domingo 22 iniciará la comparsa bailando por todas las calles de nuestro pueblo, el recorrido es encabezado por el carro alegórico de la reina y la princesa. El día lunes 23 inicia otro día de juego, baile, bromas y burlas por toda la población esperando con ansias el día martes de carnaval o día del robo. Este día ( martes de carnaval -24 de febrero-) se da cita la masa de chivo, donde se prepara un platillo especial de la región con la masa (como un pozole con mole y un poco picoso) y barbacoa, la cual es regalada por los mayordomos a los disfrazados en un punto estratégico de su barrio, deliciosa y en su punto. A las 4 de la tarde la población se da cita en el centro, la comparsa de los viejos es citada en la plazuela, donde aguarda la ejecución del robo. El robo es un acto en memoria de un hecho que dio origen al carnaval, en el que se usan buchicatas (tallos de una planta que se da en tierras muy húmedas, parecidos estas a los tallos del maguey), estas largas buchicatas sirven de arma para pelearse el dinero que los mayordomos donan para este suceso, el cual es muy divertido y a la vez un poco peligroso, porque se disputan el dinero grupos de amigos que al final se reparten el botín. Ya finalizando este paso, sigue el recorrido por las calles y al final ya en la noche, se lleva a cabo el baile de martes de carnaval, donde solo queda disfrutar de las últimas horas de alegría.

- Comparsa de los Copalas

Esta comparsa es de las típicas, muy tradicional donde se ensalzan las vestiduras de nuestras queridas etnias, hermosos trajes son utilizados para la celebración del carnaval, van desde un calzón de manta y una simple camisa hasta los laboriosos trabajos hechos por artesanos indígenas que elaboran huipiles, blusas y cotones; entre ellos están los triques, los amuzgos y los tacuates, por tal motivo podemos ver la diversidad y riqueza de los colores y texturas que existen a lo largo del municipio y del distrito, en sus brazos podemos observar también artesanías que llevan consigo para completar la vestimenta que los caracteriza.
Igual que la comparsa de los viejos, este grupo está organizado por un grupo de mayordomos voluntarios que se preocupan por enaltecer nuestro carnaval, dando comida y bebidas a los disfrazados y a cuantos los acompañen en su recorrido a través de la población. Este desfile de colores es encabezado por la diosa Centeotl, que a la usanza de nuestros antepasados representa la fertilidad y la espera de las lluvias para las buenas cosechas; esta señorita es elegida para representar a su comparsa varias semanas antes del carnaval y en su paseo usa también atuendos que la caracterizan.
- Comparsa de la Danza del Macho las Mascaritas

Esta comparsa según dicen hacía burla a la clase social alta de hace muchotiempo, así bailaban melodíascaracterísticas por parejas usando trajes de gala, vestidos largos, hermosos y grandes sombreros, caballeros elegantemente vestidos, en nuestros días las vestimentas no son tan elegantes pero tiene en común el uso de vestidos y trajes y máscaras donde bailan al compás de la música diferentes sones que son interpretados por una banda de viento, al igual que las 2 comparsas anteriores ellos tienen mayordomos que los apoyan con comida y bebida, a ellos hago un especial reconocimiento ya que no solo bailan los días de carnaval, sino que con algunos meses de anticipación establecen un horario de ensayo para dar lo mejor de sí los días principales. El último día de carnaval celebran el matrimonio entre la novia (reina que también es elegida) y el macho, un personaje pintoresco que será el esposo, la ceremonia conlleva desde la pedida de mano hasta el feliz término de la boda, este proceso puede ser visto también el martes del carnaval alrededor de las 4 de la tarde frente al palacio municipal.

### Gastronomía
Los platillos típicos de la región son:
- Mole amarillo o de epazote.
- Aguardientes curados (compuestos de sabores frutales).
- Masita de chivo y barbacoa.
- Tetelas.
- Totopos con frijol con distintas carnes.
- Diversos tipos de tamales.
- Aguas frescas hechas con frutos de la región.
- Pan de yema.
- Pozole.
- Chile atole.
- Mole negro.
- Pipián.
- Mole de iguana.
- Mole de endoco.
- Tamales de chileajo.
- Mole de chicatana.
- Caldo de res.
- Y lo más característico de la región: su famoso sándwich de nieve tradicional.

### Música
En Putla existen distintas bandas de viento típicas de la región que interpretan jarabes, sones y chilenas (actualmente existen varias orquestas de niños de 10, 11, 12...años que han sido formados musicalmente en la casa de cultura de Putla), rondallas y tríos. También hay grupos musicales, entre los más notables se encuentran La Furia Oaxaqueña, Martillo de Socorro, Kalúa y Organización Karavana.

### Deporte
La población tiene una Unidad Deportiva que cuenta con canchas de Fútbol, Basquetbol, Voleibol y Pista de Atletismo.
En la Escuela Normal Experimental Presidente Lázaro Cárdenas se encuentra un área deportiva abierta a la población.
También se cuenta con clubes privados que proveen de albercas y canchas de fútbol rápido. También existe una liga de fútbol llamada Fútbol Asociado Putleco, con dos categorías que son: primera fuerza y segunda fuerza, además de contar con una escuela de fútbol privada ubicada en la Unidad Deportiva.